# Gustaf Jansson
Gustaf Nils Jansson (5 gennaio 1922 – Karlstad, 11 aprile 2012) è stato un maratoneta svedese.

## Palmarès
| Anno | Manifestazione  | Sede     | Evento   | Risultato | Prestazione | Note |
| ---- | --------------- | -------- | -------- | --------- | ----------- | ---- |
| 1952 | Giochi olimpici | Helsinki | Maratona | Bronzo    | 2h26'07"0   |      |

## Campionati nazionali
1951
- Oro ai campionati svedesi di maratona - 2h31'43"

1952
- Oro ai campionati svedesi di maratona - 2h29'02"

1953
- Oro ai campionati svedesi di maratona - 2h27'04"

## Altre competizioni internazionali
1950
- Argento alla Maratona internazionale della pace ( Košice) - 2h35'12"

1954
- Argento alla Maratona internazionale della pace ( Košice) - 2h27'27"

1955
- 6º alla Maratona di Boston ( Boston) - 2h21'40"
- 11º alla Maratona internazionale della pace ( Košice) - 2h31'58"
- 4º alla Maratona di Copenaghen ( Copenaghen) - 2h31'04"

1955
- 6º alla Maratona di Boston ( Boston) - 2h21'40"
- 4º alla Maratona internazionale della pace ( Košice) - 2h31'58"
- 4º alla Maratona di Copenaghen ( Copenaghen) - 2h31'04"